# Chelonus nigripes
Chelonus nigripes är en stekelart som beskrevs av Rao och Chalikwar 1971. Chelonus nigripes ingår i släktet Chelonus och familjen bracksteklar. Inga underarter finns listade i Catalogue of Life.